# Tuvia Bielski
Tuvia Bielski (Regione di Hrodna, 8 maggio 1906 – Brooklyn, 18 giugno 1987) è stato un partigiano polacco-bielorusso, di origine ebraica, superstite dell'Olocausto. Durante la seconda guerra mondiale fu il leader del gruppo partigiano dei Fratelli Bielski che si situò nella foresta di Nalibaki nella Polonia pre-bellica (ora situata nella parte ovest della Bielorussia).
Il suo scopo principale come leader non era di attaccare ferrovie e strade che i tedeschi usavano come vie di rifornimento, ma di salvare gli ebrei perseguitati dai nazisti durante l'Olocausto.
Dopo la guerra gli fu offerto un incarico di alto livello nelle Forze di difesa israeliane per i suoi grandi meriti di combattente ma egli rifiutò e andò a lavorare a New York con il fratello Zus fino alla sua morte avvenuta nel 1987 all'età di 81 anni.
Ai fratelli Bielski e alla loro azione è dedicato il film Defiance - I giorni del coraggio di Edward Zwick.

## Vita giovanile
Tuvia crebbe nell'unica famiglia ebrea polacca di Stankiewicze (oggi Stankievičy), un piccolo villaggio nella parte orientale della Polonia di allora (ora nella parte ovest della Bielorussia) situato tra le città di Lida e Navahrudak, le quali ospitarono due ghetti di ebrei durante la seconda guerra mondiale. Era figlio di David e Beila Bielski che ebbero dodici figli: dieci maschi e due femmine. Tuvia era il terzo dei fratelli dietro a due fratelli. I suoi fratelli Asael Bielski, Alexander Zisel "Zus" e Aron furono anche loro membri del gruppo di partigiani.
Durante la prima guerra mondiale, Tuvia passò molto tempo con i soldati tedeschi che al tempo occupavano la Polonia e la Bielorussia. Parlando l'yiddish, egli imparò il tedesco da loro e se lo ricordò per tutta la vita. Nel 1927, egli fu reclutato nell'esercito polacco. Dopo aver prestato servizio militare Tuvia ritornò a casa dove si ricordò della povertà nella quale la sua famiglia viveva. Per tentare di aumentare le entrate della sua famiglia, Tuvia acquistò un altro mulino. Tuttavia questo si rivelò insufficiente, così nel 1929, all'età di 23 anni, si sposò con una donna più anziana di nome Rifka che possedeva un grande emporio ed una grande casa.
- (EN)  Holocaust Resistance: Tuvia Bielski in Jewish Virtual Library

| Controllo di autorità | VIAF (EN) 32145542352796640279 · ISNI (EN) 0000 0000 8060 4840 · LCCN (EN) n92100616 · GND (DE) 119202689 · BNF (FR) cb145523405 (data) · J9U (EN, HE) 987007437414005171 · NDL (EN, JA) 01156457 |